# Perry Doolittle

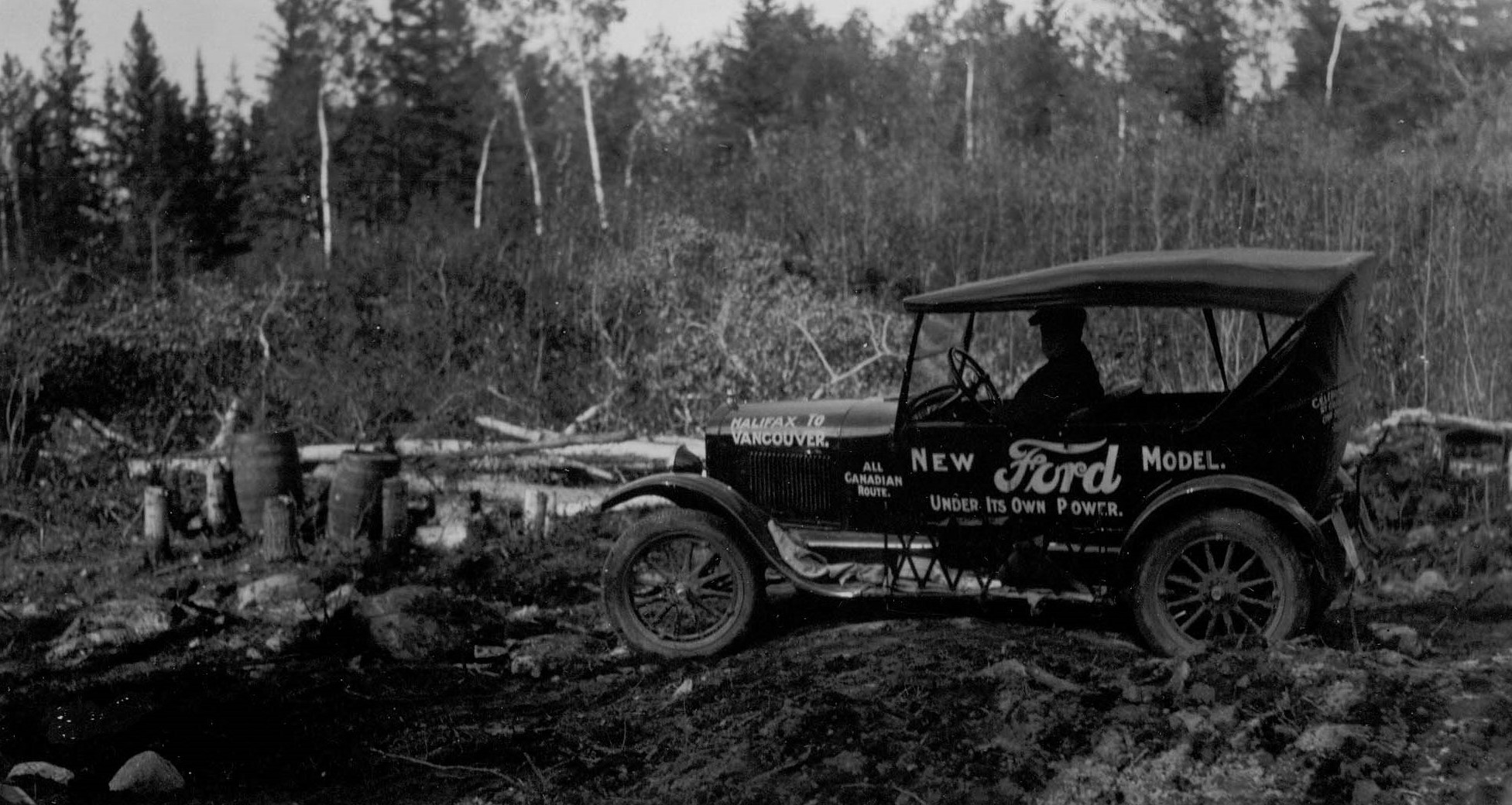
Perry Doolittle auf seiner Tour quer durch Kanada in Nord-Ontario (1925)

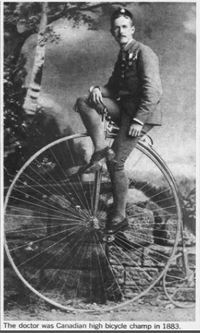
Doolittle als Radfahrer (ca. 1880)

Perry Ernest Doolittle (* 22. März 1861 in Luton; † 31. Dezember 1933 in Toronto) war ein kanadischer Arzt, Erfinder, Radrennfahrer und Automobilist. Er gilt als „Vater des Trans-Canada Highway“.

## Leben

### Familie und Beruf
Perry Doolittle war ein Sohn von Ira Scott Doolittle und dessen Frau Sarah Jane, geborene Westover. Die Familie war methodistisch, sein Vater war englischer, seine Mutter deutscher Abstammung. Doolittle besuchte die Trinity Medical School in Toronto, die er 1885 mit einem Doktor der Medizin und einem Examen als Chirurg abschloss. Anschließend ließ er sich in Toronto nieder und eröffnete eine Praxis, die er bis zum Ende seines Lebens betreiben sollte. In späteren Jahren spezialisierte er sich auf Elektrotherapie zur Behandlung von Arthritis und auf die Chirurgie. 1886 heiratete er Emily Esther Pearson (1861–1956); die Eheleute bekamen einen Sohn und eine Tochter.

### Radsport und Verbandspolitik

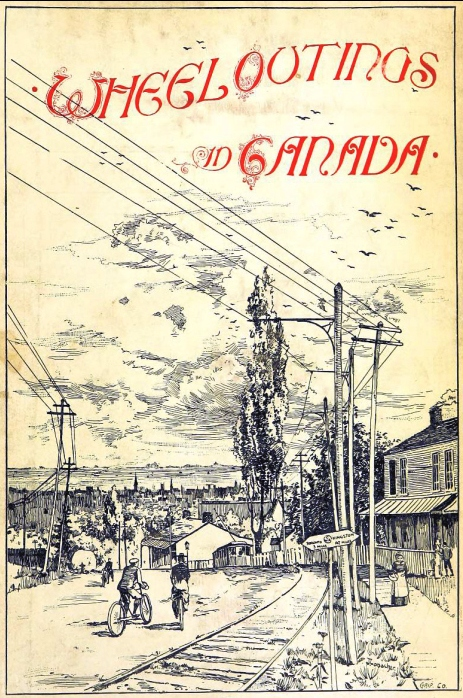
Buch von Doolittle: Wheeloutings in Canada

Im Alter von sieben Jahren bekam Doolittle ein Fahrrad geschenkt. Als Jugendlicher baute er ein eigenes Modell mit Holzrahmen und Stahlreifen, nachdem er in der Zeitschrift Scientific American Abbildungen von Hochrädern gesehen hatte, die 1876 auf der Centennial Exhibition in Philadelphia ausgestellt worden waren. Sein nächstes Fahrrad war aus Eisen gefertigt und mit dem Lauf eines alten Gewehrs verstärkt.
Bis 1890 bestritt Doolittle zahlreiche Radrennen auf Hochrädern. Die Angaben über seine Erfolge sind unvollständig: So soll er 1881 und 1882 kanadischer Meister über fünf Meilen geworden sein. Bei den kanadischen Meisterschaften 1883, die von der Canadian Wheelmen’s Association (CWA) organisiert und in London, Ontario, ausgetragen wurden, belegte Doolittle den zweiten Platz im Fünf-Meilen-Rennen. Beim Treffen im Jahr darauf gewann er das Rennen über die halbe Meile (freihändig!) und das Hindernisrennen. Insgesamt gewann er in seiner Karriere mehr als 50 Wettbewerbe. Nachdem er aufgehört hatte, Rennen zu fahren, fungierte er als Arzt für die Mitglieder des Toronto Bicycle Club. 1896 und 1898 ließ er von ihm entwickelte Nabenbremsen patentieren, die eine Zeit lang kommerziell produziert wurden und in Kanada weit verbreitet waren.
Nur wenige Stunden nach dem Meisterschaftsrennen im Jahre 1883 wurde der 22-jährige Perry Doolittle zum Vizepräsidenten der in Ontario ansässigen CWA gewählt. Diese Vereinigung förderte den Bau und die Instandhaltung guter Straßen im ganzen Land und publizierte kurzzeitig die Monatszeitschrift Bicycle, die von dem Journalisten Walter Cameron Nichol herausgegeben wurde. In den 1880er und 1890er Jahren warb Doolittle für die CWA, vor allem durch die Herausgabe seines Reiseberichts Wheel Outings in Canada and C. W. A. Guide aus dem Jahre 1895, den er dem Generalgouverneur John Hamilton-Gordon, 7. Earl of Aberdeen und dessen Frau Ishbel Maria Hamilton-Gordon widmete. Er schrieb diesen Bericht auch mit dem Ziel, US-amerikanische Touristen nach Kanada zu locken: „Wenn wir Sie davon überzeugen können, dass wir doch kein Land des ewigen Eises und Schnees sind, sondern dass Sommerausflüge nirgendwo sonst so angenehm zu unternehmen sind, dann haben wir die Aufgabe, die wir uns gestellt haben, erfüllt.“

### Engagement für das Automobil und bessere Straßen
1896 reiste Perry Doolittle nach England, um ein britisches Patent für eine seiner Erfindungen zu erhalten. Dort begann er sich für Automobile zu interessieren. Im Jahr 1899 tätigte er den vermutlich ersten Gebrauchtwagenkauf des Landes, indem er von einem Freund einen Winton erwarb. Sein Wagen trug das Torontoer Kennzeichen Nr. 3. Er war einer der ersten Ärzte in Toronto, der ein Auto für seine Visiten benutzte, und er organisierte Autokorsos in der Stadt. Doolittle erfand auch Autoteile, so eine austauschbare Felge.
1903 wurde Doolittle Gründungspräsident des Toronto Automobile Club, der vier Jahre später Teil der Ontario Motor League wurde. Die Liga wiederum war maßgeblich an der Gründung der Canadian Automobile Federation im Jahr 1913 beteiligt. Doolittle leitete die Gründungsversammlung dieses Verbandes, der sich 1916 in Canadian Automobile Association (CAA) umbenannte. Von 1920 bis zu seinem Tod war er ihr Präsident.
1919 wurde der Canada Highways Act von der kanadischen Regierung verabschiedet, der auch auf die Bemühungen von Perry Doolittle zum Bau besserer Straßen zurückgeführt wird. Er setzte sich ebenfalls für einheitliche Verkehrsregeln in Kanada ein, da bisherige Vorschriften lokal erlassen wurden und in einigen Provinzen der Gebrauch von Autos eingeschränkt worden war, nachdem diese populär und zahlreicher geworden waren. So dauerte es bis 1917, bis die Provinz Prince Edward Island den uneingeschränkten Gebrauch von Autos erlaubte, nachdem sie zunächst verboten waren und anschließend nur montags, mittwochs und donnerstags gefahren werden durften. Doolittles hartnäckige Lobbyarbeit trug dazu bei, weitere Änderungen herbeizuführen: In den frühen 1920er Jahren wechselten die Seeprovinzen und British Columbia vom Links- zum Rechtsverkehr, so dass die Fahrtrichtung für Autos in ganz Kanada einheitlich wurde. Auch setzte er sich für die Heraufsetzung von Tempolimits ein. Er selbst fuhr bis 1927 rund 240.000 Kilometer mit dem Auto.
Doolittle absolvierte mehrere Autotouren quer durch das Land. Die bekannteste Tour fand 1925 statt, als er gemeinsam mit dem Fotografen Edward Flickinger, der offiziell für Ford Canada arbeitete, innerhalb von 40 Tagen mit einem Ford Modell T (Tin Lizzie) von Halifax nach Vancouver fuhr. Die Fahrt über 7715 Kilometer wurde von Gordon Morton McGregor gesponsert, dem Gründer der Ford Motor Company of Canada. Doolittles Ziel war, die Todd-Medaille für den ersten Menschen, der mit einem Auto quer durch Kanada fuhr, zu gewinnen. Während seiner Fahrt warb er vor Ort für den Bau eines Highway quer durch Kanada. Sobald dieser fertiggestellt sei, so prophezeite er, „werden wir mehr denn je durch Bande der Freundschaft und Bekanntschaft von Küste zu Küste vereint sein“. Da die Straßen aber noch mangelhaft waren, musste er mehr als 800 Meilen mit angeflanschten Eisenbahnrädern auf Schienen fahren und verstieß damit gegen die Regeln, so dass er die Todd-Medaille nicht erhielt. Erst 1946 gelang eine Fahrt quer durch Kanada ausschließlich auf Straßen, und 1962 – nahezu 30 Jahre nach Doolittles Tod – wurde der Trans-Canada Highway eröffnet, als dessen „Vater“ er gilt.
Im August 1928 wurde Perry Doolittle für seine „jahrelange Arbeit bei der Förderung von Automobil- und Straßenangelegenheiten“ mit einer Prämie von 5000 Dollar geehrt. Die CAA feierte ihn als „König der kanadischen Straßen“. Doolittle starb am Silvesterabend 1933 im Alter von 72 Jahren an einer Lungenentzündung, nachdem er zuvor schon an Prostatakrebs gelitten hatte. Er wurde auf dem Mount Pleasant Cemetery in Toronto beerdigt; unter den Sargträgern war der kanadische Premierminister George Stewart Henry.
2017 wurde Perry Doolittle posthum mit dem Leadership Award des Canadian Council of Independent Laboratories geehrt. Die Auszeichnung nahmen seine Urenkel in Empfang.